# Lluís Sagnier i Nadal
Lluís Sagnier i Nadal   (Barcelona, 1830 - Barcelona, 28 de maig de 1913) fou un jurista i literat català.

## Biografia
Va seguir la carrera de lleis a la seva ciutat, conreant alhora els estudis d'erudició clàssica i la música, i va destacar especialment en el coneixement de la llengua grega. Va ser deixeble del Josep Balari, catedràtic de grec de la Universitat de Barcelona, seguint, com a oient, gairebé tots els cursos que va impartir aquell hel·lenista durant la seva llarga vida acadèmica.
Són notables les versions castellanes que Sagnier i Nadal va fer d'obres de Xenofont, Anacreont i Dimitros Vikelas, publicades successivament a Barcelona el 1889-91 i 1896. L'hel·lenista Lluís Segalà, en la seva obra El Renacimiento Helénico en Cataluñya (Barcelona, 1916; discurs inaugural de curs 1916-1917), va elogiar la traducció de la novel·la Lukis Laras de Vikelas feta per Sagnier. Vikelas va ser un dels autors grecs més destacats de finals del segle xix, i Lukis Laras, la seva obra més difosa, traduïda a deu llengües.
Va ser president del Reial Conservatori de Música del Liceu d'Isabel II, i durant vint-i-dos anys consecutius va formar part de la Junta Directiva de la Caixa d'Estalvis i Mont de Pietat de Barcelona, de la qual era president en ocórrer la seva mort.
Afiliat al partit conservador, fou considerat sempre a Barcelona com un veritable home representatiu de totes les virtuts cíviques i de totes les abnegacions ciutadanes. Va formar part del famós Ajuntament anomenat «dels notables que el 1865 va nomenar el capità general de Catalunya, Juan Manuel de la Pezuela y de Ceballos (comte de Cheste) «per donar exemple de moralitat administrativa i d'austeritat públic». Va figurar després a tots els Ajuntaments de la Reial ordre que es van constituir a Barcelona després d'èpoques d'anarquia o desordre. L'any 1911, amb motiu del 50è aniversari de la seva primera entrada a la Junta de la Caixa d'Estalvis de Barcelona, aquesta entitat li va retre un homenatge públic.

## La família Sagnier
Lluís Sagnier i Nadal era d'ascendència francesa per part de pare: el seu avi, Louis Sagnier, era de l'Alvèrnia i va establir-se a Barcelona a mitjans del segle xviii. La seva mare, Rosa Nadal i Dodero, va aportar a la família un patrimoni notable, fruit de l'herència dels seus pares i dels seus tres marits: Lluís Sagnier i Vidal, Josep Maignon i Bonfil i Erasme Gassó i de Janer. Ell va casar-se amb Clementina Villavecchia i Busquets i van tenir vuit fills. Un d'ells, Enric Sagnier, nascut el 1858, va ser un reconegut arquitecte. Un altre, Joaquim Sagnier, va ser alcalde de Barcelona.